# NGC 632
NGC 632 is een lensvormig sterrenstelsel in het sterrenbeeld Vissen. Het hemelobject werd op 24 september 1830 ontdekt door de Britse astronoom John Herschel. De geschatte afstand is 167 miljoen lichtjaar; de diameter 73 000 lichtjaar.
Op 13 november 1998 ontdekte het Lick Space Observatory er de supernova 1998es.

## Synoniemen
- PGC 6007
- UGC 1157
- MCG 1-5-10
- MK 1002
- ZWG 412.8
- IRAS01346+0537